# 里韦
里韦（義大利語：Rive），是意大利韦尔切利省的一个市镇。总面积9平方公里，人口466人，人口密度51.8人/平方公里（2009年）。ISTAT代码为002115。